# マルトーネ
マルトーネ（イタリア語: Martone）は、イタリア共和国カラブリア州レッジョ・カラブリア県にある人口約500人の基礎自治体（コムーネ）。

## 地理

### 位置・広がり

#### 隣接コムーネ
隣接するコムーネは以下の通り。括弧内のVVはヴィボ・ヴァレンツィア県所属を示す。
- ファブリーツィア (VV)
- ジョイオーザ・イオーニカ
- グロッテリーア
- ナルドディパーチェ (VV)
- ロッチェッラ・イオーニカ
- サン・ジョヴァンニ・ディ・ジェラーチェ